# Juoksjärvi
Juoksjärvi är en sjö i kommunen Jämsä i landskapet Mellersta Finland i Finland. Sjön ligger 78,4 meter över havet. Arean är 60 hektar och strandlinjen är 4,32 kilometer lång. Sjön  ingår i Kymmene älvs huvudavrinningsområde.   Den ligger omkring 39 kilometer sydväst om Jyväskylä och omkring 200 kilometer norr om Helsingfors. 